# 友川カズキ
友川 カズキ（ともかわ かずき、1950年2月16日 - ）は、日本の歌手、競輪評論家、画家である。本名：及位 典司（のぞき てんじ）。2004年に「友川かずき」から現在の表記へと改めている。

## 略歴
秋田県山本郡八竜町川尻で生まれた。川尻地区には本名の及位姓の家が4軒ほどあり、同姓の及位ヤヱもこの地区の出身である。中学生時代に中原中也の作品に出会い、影響を受けて詩を書き始める。1年間浪人して、のちに高校バスケットボールの名門となる秋田県立能代工業高等学校建築科に進学。バスケットボールの練習に明け暮れた。高校時代や一時故郷にいた頃のエピソードは、能代工業時代の恩師である加藤廣志著の『高さへの挑戦』に詳しく描かれている。中学校時代の小野秀二を鍛えたのは友川だった。また、NBAでプレイした田臥勇太も後輩にあたる。
飯場で働いていた二十歳のころ、行きつけの赤提灯で岡林信康の「チューリップのアップリケ」を聴いてフォークシンガーを志す。1971年、全日本フォークジャンボリーに飛び入り参加。1974年3月、宇崎竜童に見出され、シングル「上京の状況」でデビュー。1977年、「夜へ急ぐ人」をちあきなおみに楽曲提供。同年のNHK紅白歌合戦でちあきが歌った同曲は大きな反響を呼ぶ。
大島渚から『戦場のメリークリスマス』のヨノイ大尉役をオファーされていたが、秋田訛りを直すことを求められたために固辞。同役は坂本龍一が演じた。2004年、三池崇史が監督したカルト映画『IZO』に出演。
1980年代以降は、画家としても評価されている。また、小説家の中上健次は友人であり、友川の絵画を高く評価していた。
3枚目のアルバム『千羽鶴を口に咥えた日々』に収録の「生きてるって言ってみろ」は、テレビドラマ『一家だんらん物語』（TBS系列）の主題歌に採用され、シングル発売された。
86 年まではメジャーで、以後はインディーで精力的に作品を発表する。代表曲に「生きてるって言ってみろ」のほか、「死にぞこないの唄」「トドを殺すな」「ワルツ」「夢のラップもういっちょう」、ちあきなおみに提供した「夜へ急ぐ人」「祭りの花を買いに行く」など。
2000年代以降、海外での評価も高まり、イギリス、アメリカ、フランス、ドイツ、ウクライナ、中国、台湾、韓国などで公演を行う。現在は学芸大学のアピア40を拠点とし、70歳を超えてもなお旺盛なライブ活動を続けている。身辺の出来事や時事ネタなどを縦横に語るライブMCの面白さにも定評がある。
著述活動も並行して行い、主な著書に『一人盆踊り』（ちくま文庫）、『友川カズキ独白録』（白水社）など。2020年には公式YouTubeチャンネルを開設し、新旧のライブ映像や近況報告などの「随談」といったコンテンツを公開している。
2024年にレコードデビュー50周年を迎え、記念としてライブアルバム『ライブ1989 未発表発掘音源集』と8年ぶりとなるスタジオアルバム『イカを買いに行く』の2枚をリリース。同年11月には秋田市で50周年記念ライブを開催した。

## エピソード
- 熱狂的な競輪ファンであり、SPEEDチャンネル『競輪ウォーカー（富山編）』では、大穴狙いで三連単2,120倍の高配当車券を的中させている[出典無効]。
- 1998年秋から2003年春まで、TBCテレビの報道番組『週刊パパラビゾーレ』でレギュラーコメンテーターを務めた[出典無効]。
- 2012年5月、ナインティナインの岡村隆史がYouTubeで偶然に動画を見たことにより友川のファンになり、『ナインティナインのオールナイトニッポン』で友川の楽曲が毎週のようにオンエアされる。6月14日の放送では友川自身がゲスト出演し、最後には生演奏を披露した。当時、友川は歌うことを止めようと思っていたが、このおかげでライブに若い客が来るようになり、続けることにしたと言う（下記『ゴロウ・デラックス』出演時に本人談[出典無効]）。
- 寿司屋のガリが大好き。隣のテーブルの残ったガリも、チャンスがあれば食べたいぐらい好きとコメントしている[要出典]。
- 好きな芸人は江頭2:50（上記『オールナイトニッポン』より[出典無効]）。友川が以前担当していたレギュラー番組に、江頭2:50を出演させようとしたが、実現せぬまま番組が終了した[要出典]。
- NHKラジオ『若いこだま』で友川がパーソナリティを担当した時期に、なぎら健壱がゲストに呼ばれ、スタジオにウィスキー、氷、水などの水割りセットが準備された。これは友川が、「なぎら健壱は酒を呑まないと、話しませんから用意してください」と言って用意させたものだった。なぎらは「天下のNHKで、お酒を呑んでいいものかどうか」の思案の結果、呑みながらの番組収録となった[4]。
- 友川自身も酒好きであり『ゴロウ・デラックス』にもカップ酒を呑みながら出演した[出典無効]。
- 代表曲の一つ「生きてるって言ってみろ」は、2013年に泉谷しげるがアルバム『昭和の歌よ、ありがとう』で中村中とのデュエットでカバーしている[要出典]。

## 作品

### シングル
| 発売日                           | 面                    | タイトル                            | 作詞                  | 作曲                  | 編曲                  | 規格                  | 規格品番              | 備考                                                                          |
| 東芝EMI・エクスプレス            | 東芝EMI・エクスプレス | 東芝EMI・エクスプレス               | 東芝EMI・エクスプレス | 東芝EMI・エクスプレス | 東芝EMI・エクスプレス | 東芝EMI・エクスプレス | 東芝EMI・エクスプレス | 東芝EMI・エクスプレス                                                         |
| -------------------------------- | --------------------- | ----------------------------------- | --------------------- | --------------------- | --------------------- | --------------------- | --------------------- | ----------------------------------------------------------------------------- |
| 1974年3月5日                     | A                     | 上京の状況                          | 友川かずき            | 友川かずき            | 東理夫                | EP                    | ETP-2986              |                                                                               |
| 1974年3月5日                     | B                     | 朝                                  | 友川かずき            | 友川かずき            | 東理夫                | EP                    | ETP-2986              |                                                                               |
| 1974年9月                        | A                     | 生きてるって言ってみろ              | 友川かずき            | 友川かずき            | 宇崎竜童              | EP                    | ETP-20047             | 演奏：ダウンタウンブギウギバンド                                              |
| 1974年9月                        | B                     | 人生劇場裏通り                      | 友川かずき            | 友川かずき            | 宇崎竜童              | EP                    | ETP-20047             |                                                                               |
| 徳間音楽工業・ハーベストレコード |                       |                                     |                       |                       |                       |                       |                       |                                                                               |
| 1976年3月                        | A                     | 石森さん                            |                       |                       |                       | EP                    | YA-59                 |                                                                               |
| 1976年3月                        | B                     | 乱調 秋田音頭                       |                       |                       |                       | EP                    | YA-59                 |                                                                               |
| 1978年1月                        | A                     | 八竜町の少年達                      | 友川かずき            | 友川かずき            | J.A.シーザー          | EP                    | YA-1009               |                                                                               |
| 1978年1月                        | B                     | 家出少年                            | 友川かずき            | 友川かずき            | J.A.シーザー          | EP                    | YA-1009               |                                                                               |
| ワーナー・パイオニア             |                       |                                     |                       |                       |                       |                       |                       |                                                                               |
| 1978年2月                        | A                     | サラリーマン哀歌 哀愁の一丁がみ小唄 | 田村隆                | 宮川泰                | 宮川泰                | EP                    | L-181W                | 小松政夫、スージー・白鳥名義 テレビ朝日「みごろ！たべごろ！笑いごろ！」挿入歌 |
| 1978年2月                        | B                     | しらけ鳥音頭                        | しらけ鳥宴会団        | しらけ鳥宴会団        | しらけ鳥宴会団        | EP                    | L-181W                | 小松政夫、スージー・白鳥名義                                                  |
| CBS・ソニー                      |                       |                                     |                       |                       |                       |                       |                       |                                                                               |
| 1986年                           | A                     | 生きてるって言ってみろ              | 友川かずき            | 友川かずき            |                       | EP                    | 07SH-1814             | TBS系テレビドラマ「一家だんらん物語」主題歌                                   |
| 1986年                           | B                     | ダンス                              | 友川かずき            | 石塚俊明              |                       | EP                    | 07SH-1814             |                                                                               |

### アルバム

#### オリジナルアルバム
| 発売日                             | アルバム | レーベル                          | 規格                             | 規格品番                         | 備考                                                                              |  |
| 徳間音楽工業・ハーベストレコード   | 徳間音楽工業・ハーベストレコード | 徳間音楽工業・ハーベストレコード  | 徳間音楽工業・ハーベストレコード | 徳間音楽工業・ハーベストレコード | 徳間音楽工業・ハーベストレコード                                                  |  |
| ---------------------------------- | --- | --------------------------------- | -------------------------------- | -------------------------------- | --------------------------------------------------------------------------------- |  |
| 1975年10月1日                      | やっと一枚目 Side:A 1. 青春 2. 魂 3. 優美子の春 4. 虚空歌 5. 墓 6. 南無妙法蓮華経 Side:B 1. 電話 2. 乱調秋田音頭 3. 地球学校 4. 23才の抵抗 5. 石森さん 6. 新盆 7. 泥棒猫夜走る                                                                                                  | 徳間音楽工業 ハーベストレコード   | LP                               | YC-8002                          |                                                                                   |  |
| 1992年                             | やっと一枚目 Side:A 1. 青春 2. 魂 3. 優美子の春 4. 虚空歌 5. 墓 6. 南無妙法蓮華経 Side:B 1. 電話 2. 乱調秋田音頭 3. 地球学校 4. 23才の抵抗 5. 石森さん 6. 新盆 7. 泥棒猫夜走る                                                                                                  | Chop Records                      | CD                               | CHOP D-021                       |                                                                                   |  |
| 1995年                             | やっと一枚目 Side:A 1. 青春 2. 魂 3. 優美子の春 4. 虚空歌 5. 墓 6. 南無妙法蓮華経 Side:B 1. 電話 2. 乱調秋田音頭 3. 地球学校 4. 23才の抵抗 5. 石森さん 6. 新盆 7. 泥棒猫夜走る                                                                                                  | Japan Record                      | CD                               | TKCA-70574                       |                                                                                   |  |
| 2007年8月30日                      | やっと一枚目 Side:A 1. 青春 2. 魂 3. 優美子の春 4. 虚空歌 5. 墓 6. 南無妙法蓮華経 Side:B 1. 電話 2. 乱調秋田音頭 3. 地球学校 4. 23才の抵抗 5. 石森さん 6. 新盆 7. 泥棒猫夜走る                                                                                                  | 徳間音楽工業 ハーベストレコード   | CD（紙ジャケ）                   | SWAX-81                          | 2007年24bit デジタル・リマスター盤                                                |  |
| 2013年10月30日                     | やっと一枚目 Side:A 1. 青春 2. 魂 3. 優美子の春 4. 虚空歌 5. 墓 6. 南無妙法蓮華経 Side:B 1. 電話 2. 乱調秋田音頭 3. 地球学校 4. 23才の抵抗 5. 石森さん 6. 新盆 7. 泥棒猫夜走る                                                                                                  | SHOWBOAT                          | HQ-CD（紙ジャケ）                |                                  |                                                                                   |  |
| 1976年7月1日                       | 肉声 Side:A 1. おじっちゃ 2. 冬は莫迦くへなぁ 3. あめらんくゆらん 4. だがつく 5. 似合った青春 6. 歩道橋 Side:B 1. 春だなぁ~節 2. 冷蔵庫 3. 木端微塵 4. トドを殺すな 5. ハーモニカ 6. ちいさな詩 7. 石                                                                           | 徳間音楽工業 ハーベストレコード   | LP                               | YC-8006                          |                                                                                   |  |
| 1993年                             | 肉声 Side:A 1. おじっちゃ 2. 冬は莫迦くへなぁ 3. あめらんくゆらん 4. だがつく 5. 似合った青春 6. 歩道橋 Side:B 1. 春だなぁ~節 2. 冷蔵庫 3. 木端微塵 4. トドを殺すな 5. ハーモニカ 6. ちいさな詩 7. 石                                                                           | Chop Records                      | CD                               | CHOP D-026                       |                                                                                   |  |
| 2007年                             | 肉声 Side:A 1. おじっちゃ 2. 冬は莫迦くへなぁ 3. あめらんくゆらん 4. だがつく 5. 似合った青春 6. 歩道橋 Side:B 1. 春だなぁ~節 2. 冷蔵庫 3. 木端微塵 4. トドを殺すな 5. ハーモニカ 6. ちいさな詩 7. 石                                                                           | SHOWBOAT                          | CD（紙ジャケ）                   | SWAX-82                          | 2007年24bit デジタル・リマスター盤                                                |  |
| 2013年11月25日                     | 肉声 Side:A 1. おじっちゃ 2. 冬は莫迦くへなぁ 3. あめらんくゆらん 4. だがつく 5. 似合った青春 6. 歩道橋 Side:B 1. 春だなぁ~節 2. 冷蔵庫 3. 木端微塵 4. トドを殺すな 5. ハーモニカ 6. ちいさな詩 7. 石                                                                           | SHOWBOAT                          | HQ-CD（紙ジャケ）                |                                  |                                                                                   |  |
| 1977年11月1日                      | 千羽鶴を口に咬えた日々 Side:A 1. オープニング・テーマ 2. 生きてるって言ってみろ 3. 殺されたくないなら殺せ 4. 記憶 5. どうした 6. なまはげ Side:B 1. 俺のふるさとは犬の中にもある 2. 八竜町の少年達 3. 乱れどんぱん節 4. 家出少年 5. 死にぞこないの唄                            | 徳間音楽工業 ハーベストレコード   | LP                               | YC-9003                          |                                                                                   |  |
| 1993年                             | 千羽鶴を口に咬えた日々 Side:A 1. オープニング・テーマ 2. 生きてるって言ってみろ 3. 殺されたくないなら殺せ 4. 記憶 5. どうした 6. なまはげ Side:B 1. 俺のふるさとは犬の中にもある 2. 八竜町の少年達 3. 乱れどんぱん節 4. 家出少年 5. 死にぞこないの唄                            | Chop Records                      | CD                               | CHOP D-029                       |                                                                                   |  |
| 2007年8月30日                      | 千羽鶴を口に咬えた日々 Side:A 1. オープニング・テーマ 2. 生きてるって言ってみろ 3. 殺されたくないなら殺せ 4. 記憶 5. どうした 6. なまはげ Side:B 1. 俺のふるさとは犬の中にもある 2. 八竜町の少年達 3. 乱れどんぱん節 4. 家出少年 5. 死にぞこないの唄                            | SHOWBOAT                          | CD（紙ジャケ）                   | SWAX-83                          | 2007年24bit デジタル・リマスター盤                                                |  |
| 2013年12月15日                     | 千羽鶴を口に咬えた日々 Side:A 1. オープニング・テーマ 2. 生きてるって言ってみろ 3. 殺されたくないなら殺せ 4. 記憶 5. どうした 6. なまはげ Side:B 1. 俺のふるさとは犬の中にもある 2. 八竜町の少年達 3. 乱れどんぱん節 4. 家出少年 5. 死にぞこないの唄                            | SHOWBOAT                          | HQ-CD（紙ジャケ）                |                                  |                                                                                   |  |
| キングレコード・ベルウッドレコード | |                                   |                                  |                                  |                                                                                   |  |
| 1978年8月15日                      | 俺の裡（ｳﾁ）で鳴り止まない詩（ﾓﾉ） 〜中原中也作品集〜 Side:A 1. サーカス 3:53 2. 臨終 3:44 3. 湖上 3:03 4. 帰郷 3:00 5. 桑名の駅 2:57 Side:B 1. 夏の日の歌 2:21 2. 汚れつちまった悲しみに 3:00 3. 春の日の夕暮れ 4:20 4. 六月の雨 3:30 5. 坊や 4:53                             | キングレコード ベルウッドレコード | LP                               | SKS-1014                         | ライナーノーツで、中也の実弟である中原思郎が解説文を寄せている。                  |  |
| 1990年                             | 俺の裡（ｳﾁ）で鳴り止まない詩（ﾓﾉ） 〜中原中也作品集〜 Side:A 1. サーカス 3:53 2. 臨終 3:44 3. 湖上 3:03 4. 帰郷 3:00 5. 桑名の駅 2:57 Side:B 1. 夏の日の歌 2:21 2. 汚れつちまった悲しみに 3:00 3. 春の日の夕暮れ 4:20 4. 六月の雨 3:30 5. 坊や 4:53                             | キングレコード                    | CD                               | KICS-2022                        |                                                                                   |  |
| 2000年                             | 俺の裡（ｳﾁ）で鳴り止まない詩（ﾓﾉ） 〜中原中也作品集〜 Side:A 1. サーカス 3:53 2. 臨終 3:44 3. 湖上 3:03 4. 帰郷 3:00 5. 桑名の駅 2:57 Side:B 1. 夏の日の歌 2:21 2. 汚れつちまった悲しみに 3:00 3. 春の日の夕暮れ 4:20 4. 六月の雨 3:30 5. 坊や 4:53                             | キングレコード                    | CD                               | KICS-8816                        |                                                                                   |  |
| 2007年                             | 俺の裡（ｳﾁ）で鳴り止まない詩（ﾓﾉ） 〜中原中也作品集〜 Side:A 1. サーカス 3:53 2. 臨終 3:44 3. 湖上 3:03 4. 帰郷 3:00 5. 桑名の駅 2:57 Side:B 1. 夏の日の歌 2:21 2. 汚れつちまった悲しみに 3:00 3. 春の日の夕暮れ 4:20 4. 六月の雨 3:30 5. 坊や 4:53                             | Super Fuji Discs                  | CD                               | FJSP-16                          |                                                                                   |  |
| 2012年10月3日                      | 俺の裡（ｳﾁ）で鳴り止まない詩（ﾓﾉ） 〜中原中也作品集〜 Side:A 1. サーカス 3:53 2. 臨終 3:44 3. 湖上 3:03 4. 帰郷 3:00 5. 桑名の駅 2:57 Side:B 1. 夏の日の歌 2:21 2. 汚れつちまった悲しみに 3:00 3. 春の日の夕暮れ 4:20 4. 六月の雨 3:30 5. 坊や 4:53                             | SHOWBOAT                          | HQ-CD（紙ジャケ）                |                                  |                                                                                   |  |
| 1980年10月21日                     | 桜の国の散る中を Side:A 1. 犬 2. 闇 3. 点 4. 問うなれば Side:B 1. 赤子の限界 2. おどの独白 3. 口から木綿 4. 囚われのうた 5. 桜の国の散る中を（会田哲士君の霊に捧ぐ） | キングレコード ベルウッドレコード | LP                               | K28A-44                          |                                                                                   |  |
| 1992年11月21日                     | 桜の国の散る中を Side:A 1. 犬 2. 闇 3. 点 4. 問うなれば Side:B 1. 赤子の限界 2. おどの独白 3. 口から木綿 4. 囚われのうた 5. 桜の国の散る中を（会田哲士君の霊に捧ぐ） | キングレコード                    | CD                               | KICS-2150                        |                                                                                   |  |
| 2016年11月20日                     | 桜の国の散る中を Side:A 1. 犬 2. 闇 3. 点 4. 問うなれば Side:B 1. 赤子の限界 2. おどの独白 3. 口から木綿 4. 囚われのうた 5. 桜の国の散る中を（会田哲士君の霊に捧ぐ） | SHOWBOAT                          | HQ-CD（紙ジャケ）                | SWAX-1041                        |                                                                                   |  |
| 1981年10月21日                     | 海静か、魂は病み Side:A 1. 彼方 2. 神様になれ 3. 一切合切世も末だ 4. 殺人と青天井 5. 椿説丹下左膳 Side:B 1. 山頭火よ 2. なあ海 3. 餅紅の花 4. 木々は春 5. 苦海さあ | キングレコード ベルウッドレコード | LP                               | K28A-206                         |                                                                                   |  |
| 1995年                             | 海静か、魂は病み Side:A 1. 彼方 2. 神様になれ 3. 一切合切世も末だ 4. 殺人と青天井 5. 椿説丹下左膳 Side:B 1. 山頭火よ 2. なあ海 3. 餅紅の花 4. 木々は春 5. 苦海さあ | キングレコード                    | CD                               | KICS-8116                        |                                                                                   |  |
| 2016年11月20日                     | 海静か、魂は病み Side:A 1. 彼方 2. 神様になれ 3. 一切合切世も末だ 4. 殺人と青天井 5. 椿説丹下左膳 Side:B 1. 山頭火よ 2. なあ海 3. 餅紅の花 4. 木々は春 5. 苦海さあ | SHOWBOAT                          | HQ-CD（紙ジャケ）                | SWAX-1042                        |                                                                                   |  |
| Sound World                        | |                                   |                                  |                                  |                                                                                   |  |
| 1986年                             | 無残の美 Side:A 1. 彼が居た そうだ！たこ八郎がいた 4:21 2. 海みたいな空だ 2:55 3. 無残の美 2:36 4. 井戸の中で神様がないていた 4:12 5. どどど・ん 3:15 Side:B 1. ワルツ 3:28 2. 空 1:59 3. 永遠-福島泰樹氏に捧ぐ 3:43 4. 一つのメルヘン 2:46 5. 花火 3:32 6. 坊や 6:19           | Sound World                       | LP                               | 28MR-1                           |                                                                                   |  |
| 1993年                             | 無残の美 Side:A 1. 彼が居た そうだ！たこ八郎がいた 4:21 2. 海みたいな空だ 2:55 3. 無残の美 2:36 4. 井戸の中で神様がないていた 4:12 5. どどど・ん 3:15 Side:B 1. ワルツ 3:28 2. 空 1:59 3. 永遠-福島泰樹氏に捧ぐ 3:43 4. 一つのメルヘン 2:46 5. 花火 3:32 6. 坊や 6:19           | P.S.F. Records                    | CD                               | PSFD-33                          |                                                                                   |  |
| 2006年                             | 無残の美 Side:A 1. 彼が居た そうだ！たこ八郎がいた 4:21 2. 海みたいな空だ 2:55 3. 無残の美 2:36 4. 井戸の中で神様がないていた 4:12 5. どどど・ん 3:15 Side:B 1. ワルツ 3:28 2. 空 1:59 3. 永遠-福島泰樹氏に捧ぐ 3:43 4. 一つのメルヘン 2:46 5. 花火 3:32 6. 坊や 6:19           | P.S.F. Records                    | CD（紙ジャケ）                   | TOMOKAWA-1                       | 2006年24bit デジタル・リマスター盤                                                |  |
| 1993年                             | 花々の過失 1. 武装に足る言葉などないのだ 4:16 2. ルドン 3:20 3. ここはどこなんだ 3:00 4. 風の深夜 3:58 5. 燃えさかる家 4:09 6. 鬼の子守 2:01 7. 平手造酒のテーマ 2:31 8. 耳のある風景 2:58 9. 明日が喉まで来ている 2:32 10. 少年の恋 2:12 11. 急げ！菜の花 1:57 12. 私の花 3:34 | P.S.F. Records                    | CD                               | PSFD-29                          |                                                                                   |  |
| 2006年                             | 花々の過失 1. 武装に足る言葉などないのだ 4:16 2. ルドン 3:20 3. ここはどこなんだ 3:00 4. 風の深夜 3:58 5. 燃えさかる家 4:09 6. 鬼の子守 2:01 7. 平手造酒のテーマ 2:31 8. 耳のある風景 2:58 9. 明日が喉まで来ている 2:32 10. 少年の恋 2:12 11. 急げ！菜の花 1:57 12. 私の花 3:34 | P.S.F. Records                    | CD                               | TOMOKAWA-2                       |                                                                                   |  |
| 1994年2月25日                      | まぼろしと遊ぶ 1. まぼろしと遊ぶ 2. 少年老いやすくガクッとなりやすし 3. パチスロ化けの皮音頭 4. おとうと 5. 春はきた 6. 串刺しオペラ 7. ヤマウタ 8. ねんねこ唄 | P.S.F. Records                    | CD                               | PSFD-43                          |                                                                                   |  |
| 1995年1月25日                      | 一人盆踊り 1. 一人盆踊り 2. 目をむいてたべているあなた 3. 鬼の黄金伝説 4. 夏のアカネ 5. 桃源 6. お岩さん 7. みだらまんだら 8. グッドフェローズ | P.S.F. Records                    | CD                               | PSFD-59                          |                                                                                   |  |
| 1996年                             | ぜい肉な朝 | P.S.F. Records                    | CD                               | PSFD-82                          |                                                                                   |  |
| 1998年                             | 夢は日々元気に死んでゆく | P.S.F. Records                    | CD                               | PSFD-96                          |                                                                                   |  |
| 1999年                             | 空のさかな | P.S.F. Records                    | CD                               | PSFD-8003                        |                                                                                   |  |
| 2000年                             | 赤いポリアン | P.S.F. Records                    | CD                               | PSFD-8005                        |                                                                                   |  |
| 2001年                             | エリセの目 | P.S.F. Records                    | CD                               | PSFD-8008                        |                                                                                   |  |
| 2002年                             | 顕信の一撃 | P.S.F. Records                    | CD                               | PSFD-8013                        |                                                                                   |  |
| 2004年                             | いつか、遠くを見ていた | P.S.F. Records                    | CD                               | PSFD-8019                        | 映画『IZO』（三池崇史監督）『17歳の風景』（若松孝二監督）使用曲のコンピレーション |  |
| 2005年                             | サトル 1. ピストル 2. 訳のわからん気持 3. メダカざんまい 4. サトル 5. ユトリロの逃げ脚 6. 昇天 7. レモンの爆弾 8. 朝の歌 9. 競輪生活 10. ドクトル庭瀬 | P.S.F. Records                    | CD                               | TILIQUA-004LP                    |                                                                                   |  |
| 2008年                             | 赤い水、青い水 1. いつか遠くをみていた 2. あの子はたあれ 3. 頑是ない歌 4. 続・ボーする日（ヘルペスとの戦い） 5. 昏睡然 6. カラブラン 7. 海物語 8. 青い水 赤い水 | P.S.F. Records                    | CD                               | PSFD-8028                        |                                                                                   |  |
| 2009年                             | イナカ者のカラ元気 1. 星を食べた話 2. 三種川 3. イナカ者のカラ元気 4. 夢の総量 5. むそじのブランコ 6. チャンス 7. デッサン 8. 絵の具の空 9. ハタハタのうた | P.S.F. Records                    | CD                               | PSFD-8031                        |                                                                                   |  |
| 2010年                             | 青いアイスピック 1. 青いアイスピック 2. 鬼の日 3. 2010、夏、オガ(お母) 4. 一人ぼっちは絵描きになる 5. 明るい耳 6. どこへ出しても恥かしい人 7. 花あそび 8. 先行一車 9. あれは兄達                                                                                                | P.S.F. Records                    | CD                               | PSFD-8035                        |                                                                                   |  |
| MODEST LAUNCH                      | |                                   |                                  |                                  |                                                                                   |  |
| 2014年                             | 復讐バーボン 1. 順三郎畏怖 2. 風のあらまし 3. 兄のレコード 4. 復讐バーボン 5. 『気狂いピエロ』は終わった 6. 犬は紫色にかみ砕かれて 7. わかば 8. ダダの日 9. 馬の耳に万車券 10. 夜遊び 11. 家出青年                                                                              | MODEST LAUNCH                     | CD                               | ML-20140130                      |                                                                                   |  |
| 2016年                             | 光るクレヨン 1. 光るクレヨン 2. 飛ぶための空 3. 愉楽 4. 死んだ男に 5. ユメの番人 6. 「楕円の柩」アラカルト 7. 革命の朝 8. つつじ 9. 透谷をきく 10. 思惑の奴隷 11. 三鬼の喉笛 | MODEST LAUNCH                     | CD                               | ML-20161111                      |                                                                                   |  |
| 2024年                             | イカを買いに行く 1. イカを買いに行く 2. 農協の軽トラ 3. 馬喰が来た朝 4. 祭りの花を買いに行く 5. ケイコちゃんの唄 6. 一人ぼっちは絵描きになる 7. プー太郎の晩酌 8. 夜の国 9. 2019立川グランプリ 10. ダンス 11. 花火 12. 坊や                                                     | MODEST LAUNCH                     | CD                               | ML20240515                       |                                                                                   |  |

#### ベストアルバム
- 初期傑作集（1989年）
- 『ゴールデン☆ベスト』（2004年　TKCA-72787）
- 『先行一車』（2018年　P.S.F. RECORDS YEARS 1993-2010　ML20180616）

#### ライブアルバム
- 犬 〜秋田コンサート・ライブ〜（1979年、キングレコード・ベルウッドレコード、SKS-1029）
  - 1979年3月17日、18日に秋田 "田中屋" で行われたライブの音源を収録。「友川かずきとピップエレキバンド」名義。
  - ピップエレキバンド＝友川かずき（Vo,G）、石塚俊明（Dr,Perc）、石井正夫（B）、古家恭子（P,Key）。
- Live-MANDA-LA Special（1994年、PSFD-36）
  - 歴代ライブのベストテイクを選曲したものを収録。
- 渋谷アピア・ドキュメント（1995年、PSFD-65）
  - 渋谷アピアで行われたライブでのベストテイクを選曲したものを収録。
- ライブ2005 大阪・バナナホール（2005年、PSFD-8022）
  - 2005年8月13日に梅田バナナホールで行われたライブの音源を収録。
- ライブ1989 未発表発掘音源集 (2024年、ML20240216)
  - 1989年10月21日に東京・天風会館で行われたライブ・レコーディングの音源を収録。「海は水銀」「日本落馬物語」は本作で初めて音源化された。

#### その他
- 御縁（1994年、PSFD-49）
  - 三上寛とのジョイントコンサートの音源を収録。
- 星のプロセス（1998年、PSFD-101 - 103）
  - 過去の音源、未発表ライブ音源、カバー曲、新曲がそれぞれ収録された3枚組アルバム。
- 友川かずきBOX（2003年、PSFD-134 - 146）
  - デビュー30周年記念ボックス・セット。『無残の美』から『顕信の一撃』までの全アルバム、『初期ベストアルバム』、『中原中也作品集』、新作『サトル』を収録。13枚組。
- しらけ鳥音頭（1977年　ワーナーパイオニア）
  - アルバム『デンセンマンありがとう』内の1曲。吹き込みとリリースは小松政夫版より先行している。
- ギャスパー・クラウスのアルバム『序破急』になまはげ役で参加 (MODEST LAUNCH)

### 書籍
- ルポ 川崎（2017年、サイゾー）-本人インタビュー収録

#### 詩集
- 吹雪の海に黒豹が（1981年　無明舎出版）
- 朝の骨（1982年　無明舎出版）
- 地の独奏（1985年　矢立出版）
- 破れ犬-報復の青き前途（1986年　矢立出版）
- エリセの目（1993年　矢立出版）
- 友川カズキ 歌詞集 1974-2010 ユメは日々元気に死んでゆく（2010年　ミリオン出版）

#### エッセー
- 死にぞこないの唄（1977年　無明舎出版）
- 生きてるって言ってみろ（1985年　展転社）
- ちぎれた青いノド（1988年　三心堂）
- 天穴の風（1994年　実業之日本社）
- 友川カズキ独白録　生きてるって言ってみろ（2015年　白水社）
- 一人盆踊り（2019年　筑摩書房）

#### 絵本
- 青空（1992年　青弓社）文・立松和平
- 天の虫（1994年　読売新聞社）文・立松和平

#### 競輪
- 友川かずきの競輪ぶっちぎり勝負（1995年　ベストブック）
- 競輪生活 バンクの風に吹かれて（1998年　ジャパン・ミックス）

#### ドキュメンタリー映画
- 友川カズキ 花々の過失（2009年）
- どこへ出しても恥ずかしい人（2020年）

## 出演

### メディア出演
- さすらい（1971年12月6日、NHK総合） - 映画看板店の先輩
- 夢の島少女（1974年10月15日、NHK総合） - 前出の「さすらい」と同じく佐々木昭一郎の監督作品。少年ケンの「友人」役
- 3年B組金八先生第1シリーズ（1979年10月 - 1980年3月、TBS) - 三原じゅん子が訪れたライブハウスで歌を披露する歌手の役
- ドラマスペシャル 鬼が来た 棟方志功伝（1983年10月3日、テレビ朝日）
- ブロードキャスター（1991年4月 - 6月、TBS）- 「中継 夜汽車」レポーター
- CLUB紳助（1994年2月13日、1995年3月26日、朝日放送） - ゲスト
- 週刊パパラビゾーレ（TBCテレビ） - コメンテーター
- ナインティナインのオールナイトニッポン（2012年6月14日、ニッポン放送） - ゲスト
- ゴロウ・デラックス（2012年11月30日、TBS） - ゲスト
- 毒島ゆり子のせきらら日記（2016年4月21日 - 6月23日、TBS） - 豊三郎
- 民衆の敵〜世の中、おかしくないですか!?〜 第2話（2017年10月30日、フジテレビ）
- シャキーン（2019年6月27日、NHK Eテレ）いちぶんがく（汽車の座席でギターを奏でる乗客役）

### 劇映画
- IZO （2004年）
- 私は絶対許さない （2018年）
- 散歩屋ケンちゃん（映画）（2023年）